# Břidličná zastávka
Břidličná zastávka – przystanek kolejowy w Břidličnej, w kraju morawsko-śląskim, w Czechach. Znajduje się na wysokości 535 m n.p.m. i leży na linii kolejowej nr 311.